# Phymella capensis
Phymella capensis är en insektsart som beskrevs av Boris Petrovich Uvarov 1922. Phymella capensis ingår i släktet Phymella och familjen Pyrgomorphidae. Inga underarter finns listade i Catalogue of Life.